# Ilian Stoyanov
Ilian Stoyanov (n. Kyustendil, Bulgaria; 20 de enero de 1977) es un futbolista búlgaro que se desempeña como defensor.

## Clubes
| Club                    | País     | Año         |
| ----------------------- | -------- | ----------- |
| PFC CSKA Sofia          | Bulgaria | 1995 - 1996 |
| PFC Velbazhd Kyustendil | Bulgaria | 1996 - 2000 |
| PFC Levski Sofia        | Bulgaria | 1998        |
| JEF United              | Japón    | 2000 - 2005 |
| Sanfrecce Hiroshima     | Japón    | 2007 - 2010 |
| Fagiano Okayama         | Japón    | 2011        |